# Isabelle Chappuis
Pour les articles homonymes, voir Chappuis.
Isabelle Chappuis, née le 17 mars 1971 (originaire de Jorat-Mézières), est une personnalité politique suisse, membre du Centre.
Elle députée du canton de Vaud au Conseil national depuis décembre 2023.

## Biographie
Isabelle Chappuis grandit à Morges et à Lausanne. Elle étudie ensuite l'économie à l'Université de Saint-Gall. Après un passage dans la finance à Zurich, notamment chez Swiss Re, elle retourne dans le canton de Vaud. Elle travaille pour la HEC Lausanne, où elle s'occupe des diplômes EMBA puis du département de la formation continue. Elle dirige également le Future Lab de la HEC, et est choisie à ce titre au Forum des 100 en 2020.
Ses thèmes de prédilection sont les évolutions dans le monde du travail et la formation.
Mariée, elle a trois enfants et réside à Tolochenaz.

## Parcours politique
Isabelle Chappuis siège pendant huit ans au conseil communal (législatif) de la commune de Tolochenaz. Elle ne se représente pas lorsque son mari en est élu président.
C'est Marie-France Roth Pasquier qui la convainc de rejoindre le Centre en 2022. Chappuis devient alors présidente du Centre Femmes Vaud, et rejoint le comité du Centre Femmes Suisse.
Candidate en 2023 (elle se fait dérober toutes ses affiches dans sa région pendant la campagne), elle est élue conseillère nationale, alors qu'elle n'a selon la presse que « très peu d’expérience en politique ». Elle siège au sein de la Commission de la politique de sécurité (CPS).